# González Gil-Pazó GP-1
González Gil-Pazó GP-1 là một loại máy bay huấn luyện chế tạo ở Tây Ban Nha trong thập niên 1930.

## Biến thể
Gil-Pazó No.1
GP-1
GP-2
GP-4

## Quốc gia sử dụng
Cộng hòa Tây Ban Nha
- Không quân Cộng hòa Tây Ban Nha

 Spain (Nhà nước Tây Ban Nha)
- Không quân Tây Ban Nha

## Tính năng kỹ chiến thuật (GP-1)
Dữ liệu lấy từ Howson
Đặc tính tổng quan
- Sức chứa: 2
- Chiều dài: 8,5 m (27 ft 11 in)
- Sải cánh: 11,6 m (38 ft 1 in)
- Diện tích cánh: 18 m2 (190 foot vuông)
- Trọng lượng rỗng: 525 kg (1.157 lb)
- Trọng lượng có tải: 880 kg (1.940 lb)
- Động cơ: 1 × Walter Junior , 145 kW (195 hp)
- Cánh quạt: 2-lá

Hiệu suất bay
- Vận tốc cực đại: 212 km/h (132 mph; 114 kn)
- Vận tốc tắt ngưỡng: 69 km/h (43 mph; 37 kn)
- Tầm bay: 1.000 km (621 mi; 540 nmi)
- Trần bay: 7.500 m (24.606 ft)